# Alfred H. Kleinknecht

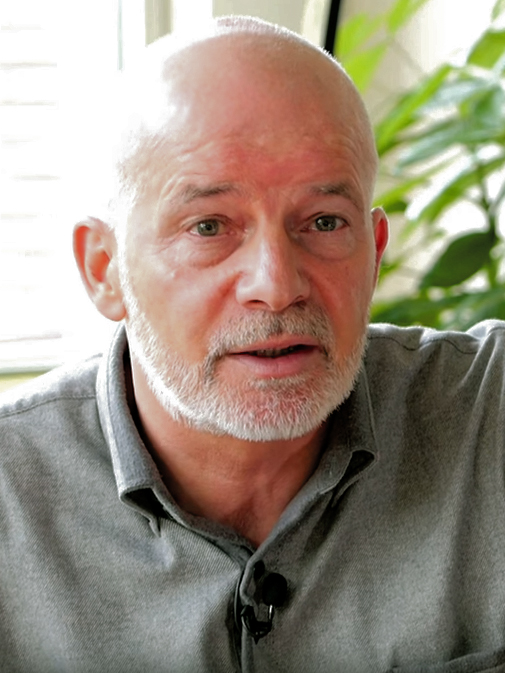
Alfred Kleinknecht (2013)

Alfred Herrmann Kleinknecht (* 1951 in Lehrensteinsfeld) ist ein deutscher, in den Niederlanden lehrender Wirtschaftswissenschaftler.
Kleinknecht studierte seit 1977 Wirtschaftswissenschaft an der Freien Universität Berlin und wurde 1984 an der Freien Universität Amsterdam promoviert. Nach Lehrtätigkeit an Universitäten in Maastricht und Amsterdam bekleidete er von 1997 bis zu seiner Emeritierung 2013 eine Professur an der TU Delft. 2006 war er Gastprofessor an der Universität La Sapienza in Rom und 2009 an der Université Panthéon Sorbonne in Paris.
Kleinknecht war zeitweise einer der meistzitierten niederländischen Ökonomen.
Kleinknecht ist seit 2013 als Forscher am Wirtschafts- und Sozialwissenschaftlichen Institut der gewerkschaftlichen Hans-Böckler-Stiftung tätig.

## Auszeichnungen
- 2012 Orden von Oranje-Nassau.[1]